# Briščiki
Briščiki (domača raba Briščke, italijansko Borgo Grotta Gigante) spada v Občino Zgonik od leta 1867 dalje, ko je občina dobila današnje meje.

## Zgodovina
Najstarejši dokazi človeške prisotnosti na ozemlju zgoniške občine segajo v srednji paleolitik. Našli so jih v Pejci na Sv. Lenartu pri Samatorci in v Čotarjevi pečini pri Zgoniku. V Ciganski jami med Briščiki in Repnom in v jami blizu Briščikov (it. Grotta della Tartaruga) so odkrili ostanke iz mezolitika in neolitika. Neolitski človek je pustil svoje sledove tudi v Pečinki pri Gabrovcu, v Pečini pod Muzarji in v Briškovski jami.
Konec 2. stoletja pred našim štetjem so območje zasedli Rimljani. Iz rimske dobe imamo izkopanine iz nekaterih jam in iz gradišča na Sv. Lenartu. O naselitvi naših prednikov na območju zgoniške občine nimamo arheoloških ali drugih neposrednih pričevanj, vendar lahko, sodeč po posvetitvi domnevamo, da je cerkev Sv. Mihaela v Zgoniku prav iz dobe slovanske naselitve. Na točnejše podatke o naseljih v zgoniški občini naletimo šele v 13. stoletju.

## Značilnosti
Briščiki so relativno mlado naselje. Ime je množinska oblika priimka Briščik. Priimek kaže na izvor iz Brišč. Najpogostejša priimka v vasi sta Briščik in Milič.
Briščiki so v jedru gručasto naselje sredi bazovsko-nabrežinskega podolja. Ležijo na nadmorski višini 268 metrov. Od Briščikov vodita pokrajinski cesti Zgonik oz. Repen, s priključkoma je kraj povezan tudi s pokrajinsko cesto Prosek-Opčine. Mimo naselja vozi železniška proga Nabrežina-Opčine. Briščikom pripada v sedemdesetih letih nastali zaselek Girandole, s pretežno italijanskim prebivalstvom.
Po 2. svetovni vojni je ZVU (Zavezniška vojna uprava) razlastila obsežna zemljišča in zgradila manjše vojaško letališče ter vojašnico, leta 1968-70 pa so italijanske oblasti razlastile 28 ha pašnikov za izgradnjo smodnišnice, del zemljišč pa so podvrgli vojaškim služnostim.
V preteklosti so bili domačini kmetje, delali pa so tudi v domačih kamnolomih, severno od naselja in v Nabrežini.
Bližnji vzpetini sta Vršič (308 m) na SV in Pavlji vrh (it. Colle Pauliano, 281 m) na SZ. Od številnih dolin so najvažnejše Dolinica pri Čivki in Bjekova dolina na S, Dolina Kopljeva, Dolga dolina in Rànca Ivànca na SV, Pri Kaliču, Dolina pri kalu in Globoka dolina na V, Konoplji dou in Vrtača na JV, Brìškovski dou na J, Školudnjek na Z in Konopnica ter Mornjàk na SZ. V okolici Briščkov, in še zlasti na Gladni griži, kjer je apnenec posebno čist in kompakten, je mogoče opaziti še druge kraške pojave, kot so skladovne mize, škavnice, škraplje, mikrožlebci idr.
Obdelanega sveta je bilo vedno malo. Danes gojijo krompir in povrtnino za domače potrebe, še po zadnji vojni so pridelali tudi nekaj žita. Skromni vinogradi ob hišah dajejo nekaj vina (malvazija, refošk, traminec). Tudi sadni pridelek (češnje, hruške, breskve, marelice, fige, orehi, kakiji) porabijo doma.